# Cal Fontfiguera
Cal Fontfiguera és una masia situada al municipi de Rajadell, a la comarca catalana del Bages.